# Venha-Ver
Venha-Ver este un oraș în Rio Grande do Norte (RN), Brazilia.